# Chlorops brunnipennis
Chlorops brunnipennis är en tvåvingeart som beskrevs av Becker 1912. Chlorops brunnipennis ingår i släktet Chlorops och familjen fritflugor. Inga underarter finns listade i Catalogue of Life.